# Oliver Práznovský
Oliver Práznovský (Bratislava, 15 febbraio 1991) è un calciatore slovacco, difensore dell'Halbturn.

## Carriera

### Club
Ha giocato nella massima serie dei campionati slovacco ed armeno.

### Nazionale
Ha militato nelle nazionali giovanili slovacche Under-19 ed Under-21.